# Hieracium humidorum
Hieracium humidorum es una especie de planta con flor del género Hieracium, de la familia Asteraceae, orden Asterales.

## Distribución
Hieracium humidorum se distribuye por Noruega y Suecia.

## Taxonomía
Fue descrita científicamente por (Almq. ex Elfstr.) Dahlst.
Tratamiento taxonómico
La especie aparece registrada y publicada en Exsicc. (Herb. Hierac. Scand.).